# 4 Aquarii
4 Aquarii (abreviado 4 Aqr ) é um sistema estelar binário na constelação de Aquário, localizado a aproximadamente 198 anos-luz de distância do sol. 4 Aquarii é a designação Flamsteed. É visível a olho nu como uma estrela esmaecida de cor branco-amarelado com uma magnitude visual aparente combinada de 5,99. O sistema está se aproximando da Terra com uma velocidade radial heliocêntrica de -21,5 km/s.
Este é um binário visual com um período orbital de 200,7 anos e uma excentricidade de 0,535. A magnitude 6,40 primária, designada componente A, é uma estrela subgigante do tipo F com uma classificação estelar de F7 IV, sugerindo que ele exauriu o hidrogênio em seu núcleo e evoluiu para fora da sequência principal. Ele tem uma massa medida dinamicamente 1,6 vezes a do Sol e irradia 11 vezes a luminosidade do Sol de sua fotosfera a uma temperatura efetiva de 6.440 K. A magnitude 7,43 secundária, componente B, é uma estrela suspeita de sequência principal tipo F da classe F6 V.  O par é estimado em 1,6 mil milhões de anos.